# Штани (річка)
Штани — річка в Україні, у Таращанському районі Київської області. Ліва притока Боярки (басейн Південного Бугу).

## Опис
Довжина річки приблизно 4 км.

## Розташування
Бере початок у селі Ківшовата. Тече переважно на південний захід і впадає у річку Боярку, ліву притоку Гнилого Тікичу.
Річку перетинає автошлях Р04